# Марсьё
Марсьё (фр. Marcieu) — коммуна во Франции, находится в регионе Рона — Альпы. Департамент коммуны — Изер. Входит в состав кантона Матезин-Триев. Округ коммуны — Гренобль.
Код INSEE коммуны — 38217. Население коммуны на 1999 год составляло 71 человек. Населённый пункт находится на высоте от 485 до 1729 метров над уровнем моря. Муниципалитет расположен на расстоянии около 510 км юго-восточнее Парижа, 115 км юго-восточнее Лиона, 31 км южнее Гренобля. Мэр коммуны — Maurice Brun, мандат действует на протяжении 2001—2008 гг.
Динамика населения (INSEE):